# Peter Zumthor

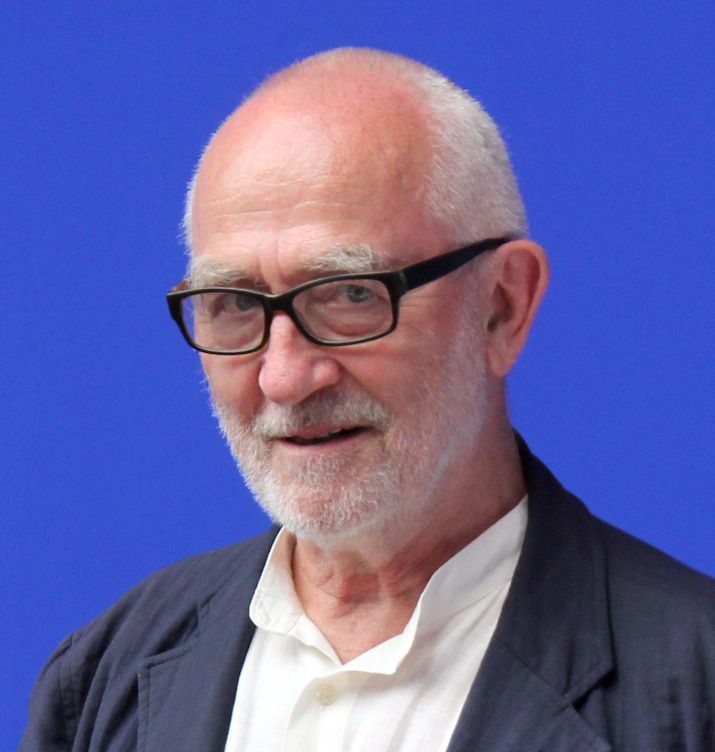
Peter Zumthor

Peter Zumthor (Basilea, 26 aprile 1943) è un architetto e restauratore svizzero.

## Biografia

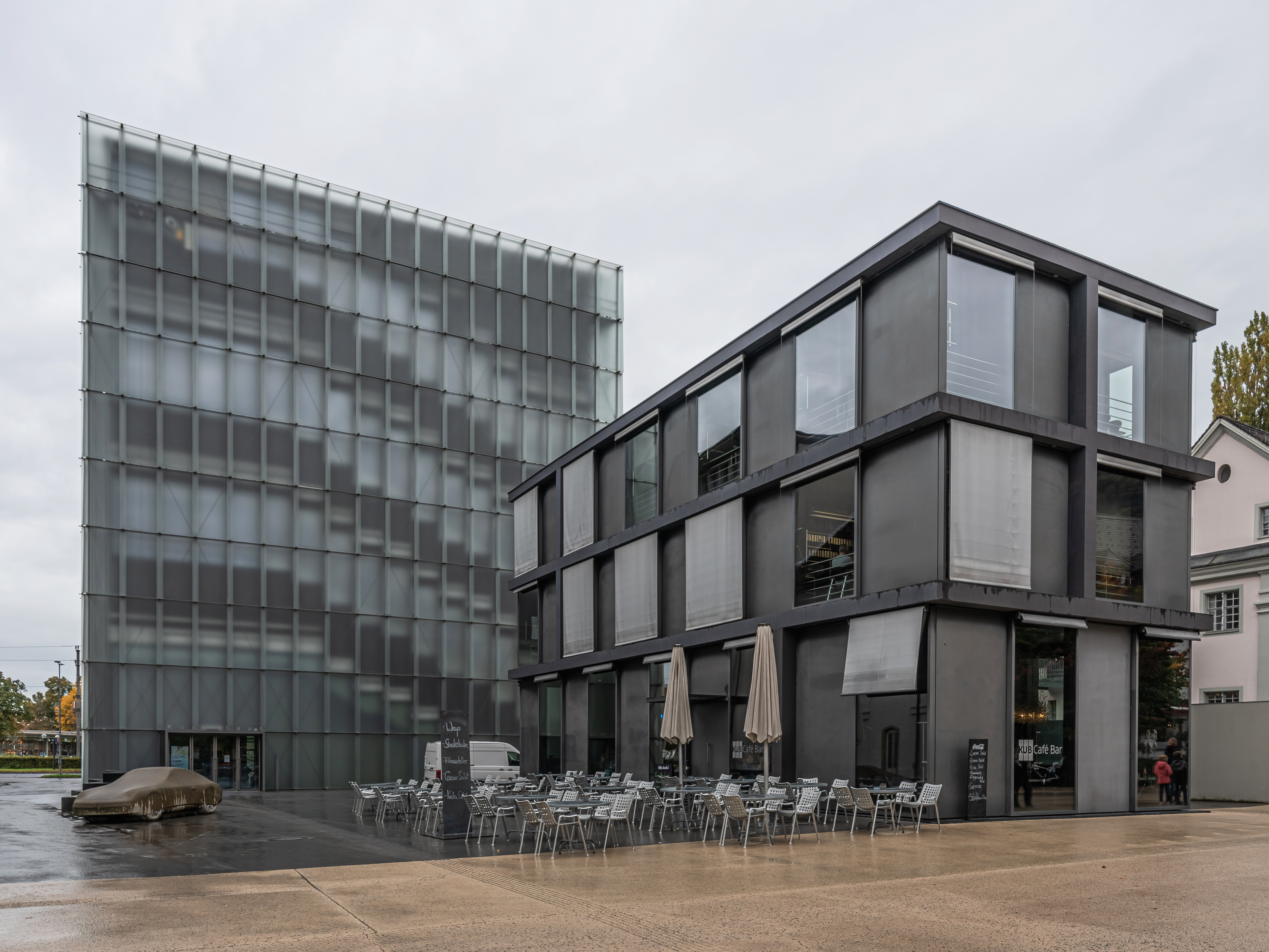
Il Museo di Bregenz

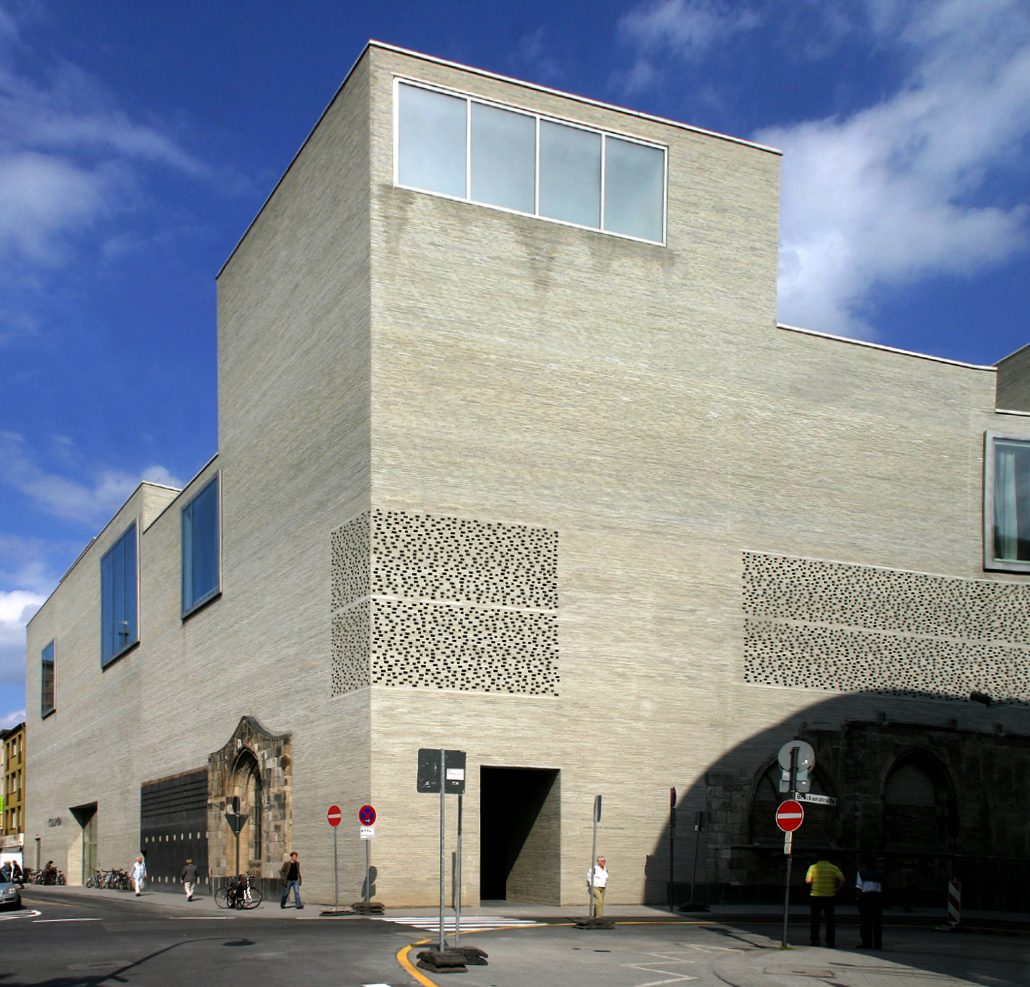
Il Museo diocesano Kolumba a Colonia

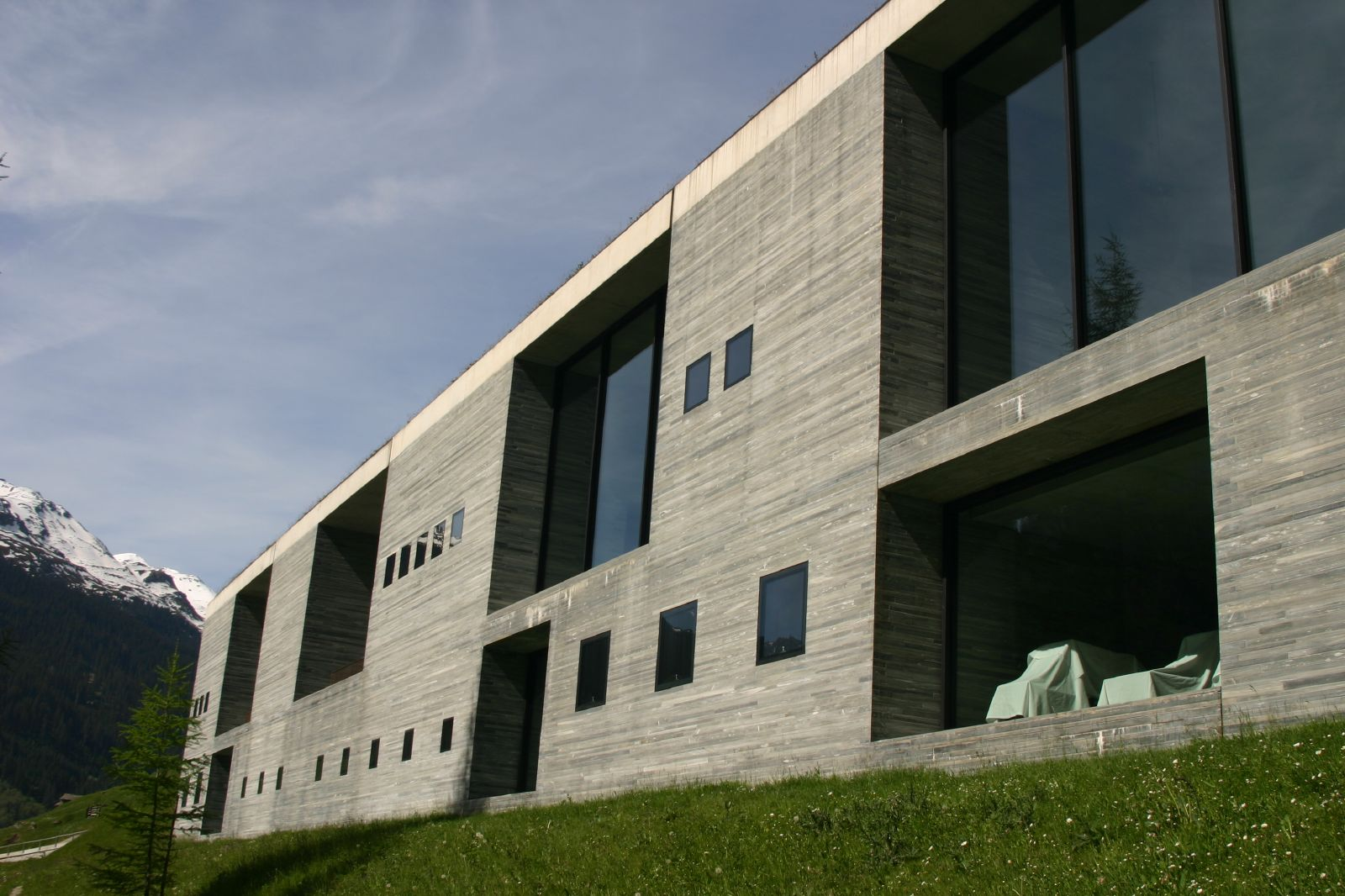
Le Terme di Vals

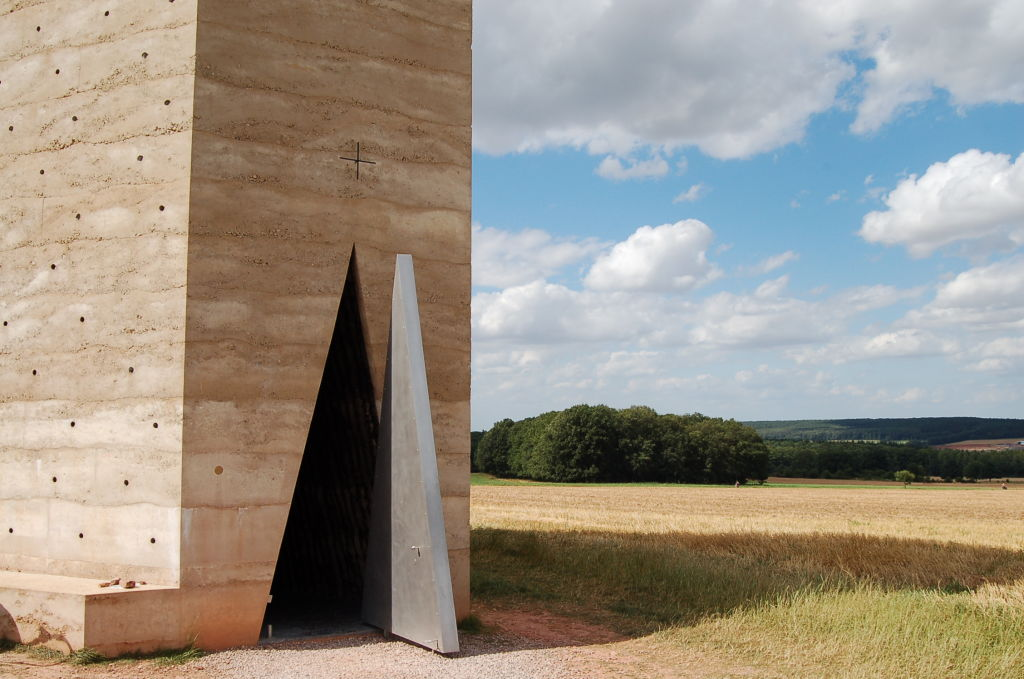
Ingresso della Cappella di San Nicola de Flue a Mechernich

Figlio di un ebanista, Zumthor imparò falegnameria già da piccolo. Negli anni sessanta ha studiato al Pratt Institute di New York. Zumthor ha lavorato a molti progetti di restauro storici, che gli hanno permesso di conoscere più a fondo le relazioni tra i vari materiali. I suoi edifici esplorano le qualità tattili e sensoriali di spazi e materiali, pur mantenendo una sensazione minimalista. Ha insegnato al Southern California Institute of Architecture di Los Angeles, all'Università tecnica di Monaco, alla Harvard Graduate School of Design e all'Accademia di architettura di Mendrisio (Università della Svizzera italiana). 
Tra i vari riconoscimenti internazionali conseguiti, Zumthor ha ricevuto nel 1989 la medaglia d’oro Heinrich Tessenow dalla Heinrich-Tessenow-Gesellschaft e.V. (Alfred Toepfer Stiftung F.V.S.), nel 1996 la Thomas Jefferson Medal in Architecture, nel 1998 il Carlsberg Architecture Prize per il progetto del museo di Bregenz (Austria) e per i bagni termali a Vals nel Canton Grigioni (Svizzera). Prima di essere insignito nel 2009 del Premio Pritzker, ha anche ricevuto nel 2008 il Premio Imperiale dall'imperatore del Giappone.

## Vita privata
Con la moglie Annalisa ha avuto tre figli.

## Stile
La sua architettura si caratterizza per la qualità materica delle superfici, la ricerca di una definizione quasi artigianale delle stesse e la massività, oltre che per la predilezione per l'uso di materiali naturali lasciati a vista. Grande importanza viene assegnata dall'architetto al ruolo della luce. Spesso, più o meno propriamente, è stato usato il termine minimalista in riferimento all'architettura di Zumthor. Il suo lavoro scritto pubblicato è principalmente di tipo narrativo e fenomenologico. Attualmente lavora con il suo atelier, Architeckturbüro Peter Zumthor, fondato nel 1979 a Haldenstein.

## Principali realizzazioni
- 1985-1986 Coperture per gli scavi archeologici romani di Coira, Svizzera
- 1985-1986 Studio Zumthor, Haldenstein
- 1985-1988 Cappella di San Benedetg a Sumvitg, Svizzera VIDEO
- 1989-1993 Residenza per gli anziani a Coira-Masans, Svizzera
- 1986-1996 Bagni termali di Vals, Svizzera
- 1989-1997 Kunsthaus Bregenz Disegni e foto Archiviato il 17 agosto 2004 in Internet Archive.
- 1990-1994 Casa Gugalun a Safiental Pianta1 Pianta2
- 1989-1996 Quartiere residenziale Spittelhof, Biel-Benken, Baselland, Svizzera
- 1997-2000 Padiglione della Svizzera all'Expo 2000 ad Hannover, Germania
- 2001-2007 Museo diocesano Kolumba a Colonia, Germania (1997, concorso di idee)
- 2007 Cappella di San Nicola de Flue a Hof Scheidtweiler, Mechernich, Germania Bruder Klaus Kapel Gallery Galleria fotografica 2

## Principali scritti
- Pensare architettura, Electa, Firenze 2003 scheda libro Archiviato il 15 maggio 2005 in Internet Archive.
- con Jon Mathieu e Ivan Beer, Wieviel Licht braucht der Mensch, um leben zu können, und wieviel Dunkelheit?/Di quanta luce ha bisogno l'uomo per vivere e di quanta oscurità?, Hochschulverlag/Editrice compositori, Zürich/Bologna 2005
- Atmosfere. Ambienti architettonici. Le cose che ci circondano., Electa, Milano, 2007